# Nicator chloris
Nicator chloris là một loài chim trong họ Nicatoridae.